# Ryo Yamashita
Ryo Yamashita (født 23. august 1999) er en japansk fodboldspiller.
Han har spillet for flere forskellige klubber i sin karriere, herunder Gamba Osaka.